# Liste der Baudenkmäler in Sindorf (Kerpen)
Die Liste der Baudenkmäler in Sindorf (Kerpen) enthält die denkmalgeschützten Bauwerke auf dem Gebiet von Kerpen-Sindorf in Nordrhein-Westfalen (Stand: Januar 2021). Diese Baudenkmäler sind in der Denkmalliste der Stadt Kerpen eingetragen; Grundlage für die Aufnahme ist das Denkmalschutzgesetz Nordrhein-Westfalen (DSchG NRW).

## Baudenkmäler
Die Liste der Baudenkmäler enthält Sakralbauten, Wohn- und Fachwerkhäuser, historische Gutshöfe und Adelsbauten, Industrieanlagen, Wegekreuze und andere Kleindenkmäler sowie Grabmale und Grabstätten, die eine besondere Bedeutung für die Geschichte Erftstadts haben.
Hinweis: Die Reihenfolge der Denkmäler in dieser Liste entspricht der offiziellen Liste und ist nach Bezeichnung, Ortsteilen und Straßen sortierbar.
| Bild            | Bezeichnung                           | Lage                               | Beschreibung                                                   | Bauzeit | Eingetragen seit | Denkmal- nummer |
| --------------- | ------------------------------------- | ---------------------------------- | -------------------------------------------------------------- | ------- | ---------------- | --------------- |
|                 | Friedhof Hochkreuz                    | Sindorf Am Entenpfuhl              |                                                                |         | 22.01.2004       | 61              |
|                 | Wegekreuz                             | Sindorf Heppendorfer Str./Aher Weg |                                                                |         | 27.09.1985       | 129             |
|                 |                                       | Sindorf Erftstr. 1                 |                                                                |         | 24.03.1986       | 46              |
|                 |                                       | Sindorf Erftstr. 2                 |                                                                |         | 01.12.1988       | 190             |
|                 |                                       | Sindorf Erftstr. 36                |                                                                |         | 01.12.1988       | 193             |
|                 |                                       | Sindorf Erftstr. 5                 |                                                                |         | 20.10.1988       | 191             |
|                 |                                       | Sindorf Erftstr. 6                 |                                                                |         | 07.12.1989       | 67              |
| Keuschenhof     | Keuschenhof                           | Sindorf Heppendorfer Str. 26 Karte | Fachwerkbau, Dreiflügelhof aus den 18. Jhd., 2 Flügel erhalten | 1716    | 24.07.1995       | 71              |
|                 |                                       | Sindorf Heppendorfer Str. 6        |                                                                |         | 17.10.1988       | 204             |
|                 |                                       | Sindorf Heppendorfer Str. 7        |                                                                |         | 17.10.1988       | 205             |
|                 | Kreuz                                 | Sindorf Herrenstr.                 |                                                                |         | 30.10.2003       | 99              |
|                 |                                       | Sindorf Herrenstr. 68              |                                                                |         | 17.10.1988       | 206             |
|                 |                                       | Sindorf Kerpener Str. 45           |                                                                |         | 17.10.1988       | 210             |
|                 |                                       | Sindorf Kerpener Str. 5            |                                                                |         | 17.01.1989       | 209             |
|                 |                                       | Sindorf Ulrichstr. 19              |                                                                |         | 01.12.1988       | 235             |
|                 |                                       | Sindorf Ulrichstr. 23              |                                                                |         | 23.10.1989       | 236             |
|                 |                                       | Sindorf Ulrichstr. 9               |                                                                |         | 08.05.2003       | 234             |
|                 |                                       | Sindorf Weyerstr. 11               |                                                                |         | 17.10.1988       | 238             |
|                 |                                       | Sindorf Weyerstr. 43               |                                                                |         | 19.04.1989       | 239             |
|                 | Gestüt Haus Hahn                      | Sindorf                            |                                                                |         | 16.10.1984       | 6               |
| Sindorfer Mühle | Sindorfer Mühle                       | Sindorf Karte                      |                                                                |         | 18.07.1984       | 7               |
|                 | Haus Breitmaar                        | Sindorf                            |                                                                |         | 11.02.1985       | 20              |
| weitere Bilder  | Kath. Pfarrkirche St. Ulrich          | Sindorf Karte                      |                                                                |         | 12.12.1989       | 45              |
| weitere Bilder  | Jüdischer Friedhof                    | Sindorf Karte                      |                                                                |         | 22.01.2004       | 58              |
|                 | Kirchhof/Kirchhügel An St. Ulrich     | Sindorf                            |                                                                |         | 12.12.1989       | 72              |
|                 | RWE Anlage Sindorf/Wasserwerk Sindorf | Sindorf                            |                                                                |         | 15.02.1989       | 242             |

## Belege
1. ↑  Denkmalliste der Stadt Kerpen, übermittelt durch die Untere Denkmalbehörde Kerpen.

- Karte mit allen Koordinaten:
- OSM |
- WikiMap